# Опаки радник
Опаки радник (енгл. A Working Man) амерички је акциони филм из 2025. Режију потписује Дејвид Ајер, по сценарио који је написао заједно са Силвестером Сталонеом. Темељи се на роману Levon's Trade аутора Чака Диксона. У главним улогама су Џејсон Стејтам, Мајкл Пења и Дејвид Харбор.

## Радња
Левон Кејд, бивши командос Краљевских маринаца, води миран живот као радник на градилишту у Чикагу. Међутим, Левон је приморан да искористи своје старе вештине како би пронашао своју шефову ћерку, тинејџерку Џени, коју су отели трговци људима, и ускоро открива заверу о корупцији и укључености владиних агената у трговину људима.

## Улоге
- Џејсон Стејтам као Левон Кејд
- Дејвид Харбур као Гани Леферти
- Мераб Нинидзе као Јуриј
- Мајкл Пења као Џо Гарсија
- Џејсон Флеминг као Воло Колисњик
- Аријана Ривас као Џени Гарсија
- Ноеми Гонзалез као Карла Гарсија
- Емет Џ. Склан као Вајпер
- Ив Мауро као Артемида
- Максимилијан Осински као Дмитриј Колисњик
- Макс Кроес као Карп[2]
- Кристина Поли као Светлана Колисњик
- Андреј Камински као Семјон Харченко
- Ајла Ги као Мери Кејд
- Алана Боден као Нина

## Продукција
Силвестер Сталоне је првобитно развијао адаптацију романа Чака Диксона Levon's Trade као телевизијску серију са Балбоа продукцијом. Пројекат је касније преобликован у филм који је понуђен на продају на америчком филмском тржишту 2023. године, где је први пут објављено да ће Дејвид Ајер режирати, а Џејсон Стејтам бити главни глумац. У јануару 2024. године, Amazon MGM Studios је купио права на дистрибуцију филма у САД и неким другим земљама, од Black Bear International, који је филм продао независним дистрибутерима. Филм је развијан делимично због потенцијала за касније наставке, с обзиром на број романа које је Диксон написао у серији.
У априлу 2024. године, у глумачку екипу су се прикључили Дејвид Харбур, Мајкл Пења, Џејсон Флеминг, Аријана Ривас, Ноеми Гонзалез, Емет Џ. Склан, Ив Мауро, Максимилијан Осински, Кристина Поли, Андреј Камински и Ајла Ги, али њихове улоге нису откривене.
Основно снимање започело је у априлу 2024. године у Лондону. Снимање је такође одржано у Winnersh Film Studios у Беркширу, где је завршено 31. маја.